# Leichtathletik-Weltmeisterschaften 2017/Teilnehmer (Georgien)
| Gelbes Symbol für Goldmedaillen mit stilisierten Olympischen Ringen | Graues Symbol für Silbermedaillen mit stilisierten Olympischen Ringen | Braundes Symbol für Bronzemedaillen mit stilisierten Olympischen Ringen |
| ------------------------------------------------------------------- | --------------------------------------------------------------------- | ----------------------------------------------------------------------- |
| —                                                                   | —                                                                     | —                                                                       |

Von Georgien wurde ein Athlet für die Leichtathletik-Weltmeisterschaften 2017 in London nominiert.

## Ergebnisse

### Männer

#### Laufdisziplinen
| Athlet               | Disziplin | Vorlauf | Vorlauf | Halbfinale | Halbfinale | Finale    | Finale |
| Athlet               | Disziplin | Zeit    | Platz   | Zeit       | Platz      | Zeit      | Platz  |
| -------------------- | --------- | ------- | ------- | ---------- | ---------- | --------- | ------ |
| Dawit Charasischwili | Marathon  |         |         |            |            | 2:24:24 h | 56     |